# Col de l'Espinas
Ne pas confondre avec le col de l'Espinas (Gard), sur la D10 au sud de Saint-André-de-Valborgne, dans les Cévennes, ni avec le col de l'Espinas (ou de l'Épinac) situé à La Bezole, également dans l'Aude.

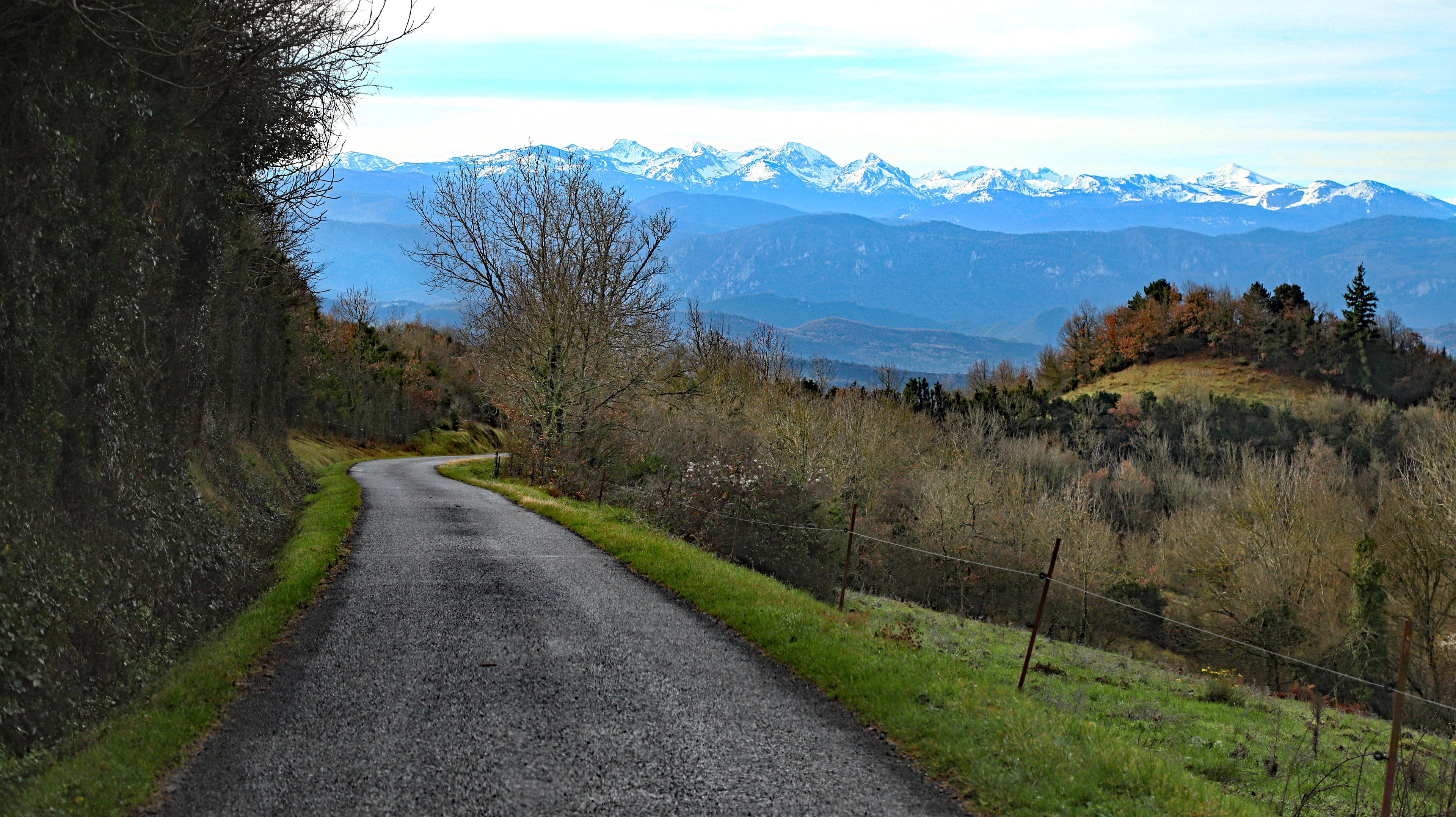
En descendant vers le village de Terroles et la vallée de l'Aude.

Le col de l'Espinas est un col routier des Pyrénées à 681 m d'altitude dans le département de l'Aude, sur la commune de Terroles en limite de la forêt domaniale de la Courbatière, à l'est de la commune d'Alet-les-Bains. Un hameau s'y trouve.

## Accès
Dans le massif des Corbières, le col est sur la RD 70 en contrebas du Pech de Gaouche (745 m).

## Toponymie
Espinas dérive de l'occitan et signifie « endroit plein d'épines » ou ceinturé d'épines, ou d'arbustes épineux.